# Харченко Роман Олегович
Рома́н Оле́гович Ха́рченко (1985—2014) — сержант, Міністерство внутрішніх справ України, учасник російсько-української війни.

## Коротка біографія
Народився 1985 року в місті Дніпропетровськ. Певний час мешкав у місті Суми. Випускник сумської ЗОШ № 25. В 2005—2009 роках працював виробником морозива у ВАТ «Дніпропетровський холодокомбінат», протягом 2009—2011 років — у різних сферах підприємницької діяльності в місті Дніпропетровськ. В 2011—2013 роках працював оператором виробничої дільниці у ТзОВ «КПД» міста Дніпропетровська. 2013 року заочно закінчив Національну металургійну академію України за спеціальністю менеджмент. У серпні 2013 року з однодумцями заснував спортивний клуб «DneprRun» — задля популяризації та розвитку бігу в місті Дніпропетровську.
Влітку 2014 року пішов добровольцем. Міліціонер, батальйон патрульної служби міліції особливого призначення «Дніпро-1».
Загинув 18 серпня 2014 року під час боїв за визволення Іловайська. Того дня українські сили звільнили від російських терористів половину міста, в центрі Іловайська піднято український прапор.
Похований на кладовищі міста Дніпропетровськ.
Вдома лишилися мама, дружина, син 2007 р. н., молодший брат.

## Нагороди та вшанування
14 листопада 2014 року за особисту мужність і героїзм, виявлені у захисті державного суверенітету та територіальної цілісності України, вірність військовій присязі під час російсько-української війни, відзначений — нагороджений орденом «За мужність» III ступеня (посмертно).
- Його портрет розміщений на меморіалі «Стіна пам'яті полеглих за Україну» у Києві: секція 3, ряд 2, місце 4.
- Вшановується 18 серпня на щоденному ранковому церемоніалі вшанування українських захисників, які загинули цього дня у різні роки внаслідок російської збройної агресії[1]
- 11 вересня 2015 року в Сумах відкрито меморіальну дошку пам'яті Романа Харченка.
- Нагороджений «Іловайським Хрестом» (посмертно).